# Kim Dotcom
Kim Dotcom (nacido como Kim Schmitz en Kiel, Alemania, el 21 de enero de 1974), conocido como Kimble por sus amigos, y también Kim Tim Jim Vestor, es un empresario finlandés-alemán y hacker, fundador del sitio web Megaupload y de otros sitios asociados. Antes de hacerse empresario, fue condenado por fraude con tarjetas de crédito, piratería informática, abuso de información y malversación. Al cierre de Megaupload, Dotcom abrió otro sitio web para compartir archivos en la nube cuyo nombre es Mega. El sitio fue inaugurado exactamente un año después de que el FBI cerrara Megaupload.

## Inicios
En 1998, Schmitz fue condenado a una sentencia probatoria de dos años por fraude informático y manejo de bienes robados. Según un informe de News & Record, había negociado con números de tarjetas telefónicas robadas que compró a cibercriminales en Estados Unidos.

## DataProtect
En 1994, Schmitz fundó una empresa de seguridad informática llamada DataProtect. En 1999, DataProtect e ingenieros de IBM presentaron el "Megacar", una versión del Mercedes Benz que combinó 16 módulos GSM para proporcionar acceso a Internet móvil de banda ancha. En 2000, Schmitz vendió el 80% de las partes de DataProtect a "TÜV Rheinland". En 2001, TÜV DataProtect quebró.

## Abuso de información y malversación
En 2001, Schmitz compró acciones por valor de 375 000 € de la empresa al borde de la quiebra LetsBuyIt.com y posteriormente anunció su intención de invertir 50 millones de euros en la empresa. Sin que nadie lo supiese, Schmitz no tenía los fondos disponibles para invertir dinero, pero el anuncio causó que el valor de las acciones de LetsBuyIt.com aumentara casi un 300 %. Schmitz vendió rápidamente sus acciones, sacando con ello un beneficio de 1,5 millones de dólares. Schmitz también había obtenido un crédito en descubierto de 280 000 euros de Monkey AG, empresa para la cual Schmitz había trabajado como presidente del Consejo. Los fondos debían ser pagados a Kimvestor AG. Por consiguiente, tanto Monkey AG como Kimvestor quebraron.
En enero de 2002, Schmitz fue detenido en Bangkok, Tailandia, deportado a Alemania y condenado a un año y ocho meses de cárcel bajo libertad condicional, así como a una multa de 100 000 euros, en lo que fue calificado como el caso de utilización de información privilegiada más importante de Alemania hasta entonces. Schmitz también se declaró culpable de malversación en noviembre de 2003 y fue condenado a dos años de prisión bajo suspensión de la pena.

## Megaupload
En febrero de 2003, al mismo tiempo que registró a Trendax, Dotcom estableció otra compañía llamada Data Protect Limited, y la cambió, el 21 de marzo de 2005, en Hong Kong el sitio de alojamiento virtual Megaupload, que años más tarde se convertiría en uno de los más destacados del mundo en esa categoría, y pionero para otros que funcionaban de una forma parecida. Megaupload ayudó a que Dotcom amasara una gran fortuna, ya que el sitio operaba con el modelo de servicios Free (Gratis para todos) y un modo de Premium (El cual ya era de pago), en la cual los usuarios casuales podían descargar, los registrados podían subir archivos y descargar, mientras que los usuarios premium no tenían límites de velocidad a la hora de descargar, ni de Megabytes descargados por día ni de minutos de streaming de video. A estos últimos usuarios se les cobraba una cuota fija, permitiéndoles compartir cualquier tipo de contenido en diversos formatos, ofreciendo para ello servicios distintos dentro del mismo portal, tales como Archivos, Video, o Fotos.

## Mega
El 19 de enero de 2013 a las 15:48 hora neozelandesa (UTC+12) (en Nueva Zelanda era el 20 de enero), se puso en marcha la continuación de Megaupload, con un servicio nuevo basado en la encriptación de los datos que subían los usuarios a los servidores en Mega. Lo anunció el mismo Kim Dotcom a través de Twitter, quien quiere llevar a su país adoptivo la fibra óptica gratuita tratando de limpiar su imagen y ganarse a Nueva Zelanda. Este proyecto, que le ha costado millones[actualizar], los pretende recuperar con una contrademanda a EE.UU y Hollywood por desprestigiarlo a él y a sus negocios.

## Caso Megaupload
En diciembre de 2011 Megaupload publicó un video de música promocional. Su nombre fue Megaupload Song y fue interpretado por diversos artistas.
Universal Music Group (UMG), procedió a demandarlo por esto y solicitó a YouTube eliminar el video. No obstante Kim Dotcom respondió a las mismas alegando que eran falsas. UMG argumentó tener un contrato de exclusividad con YouTube. Este les confería la capacidad de eliminar cualquier video que tuviera relación con sus artistas. Todo esto fue desmentido por el sitio de vídeos que volvió a permitir que la canción estuviera disponible.
El 20 de enero de 2012 la policía de Nueva Zelanda lo puso bajo custodia. Se le acusó de violar la ley de propiedad intelectual a través de su portal Megaupload. Dotcom fue encarcelado junto con 5 de sus empleados. Todos los dominios de la empresa Megaworld -entre ellas Megaupload- fueron cerrados.
El 22 de febrero de 2012 fue liberado bajo fianza. Se le impuso la condición de no alejarse más de 80 km de su residencia. Tiene prohibido el acceso a Internet.
El 1 de marzo de 2013, durante la entrevista que le hizo el periodista John Campbell, Dotcom explicó, entre varias cosas, la imposibilidad de controlar todo el contenido que circula por su sitio. Además Estados Unidos tiene leyes de privacidad tales como la de Privacidad de Comunicación Electrónica, que prohíbe a los administradores de los sitios indagar en la información de sus usuarios.
El 19 de febrero de 2014, un tribunal de Nueva Zelanda emitió un fallo que dictaminaba que la orden de búsqueda que sirvió para arrestarle en 2012 era clara, revirtiendo una decisión previa del Tribunal Superior de Nueva Zelanda que establecía que dichas órdenes habían sido ilegales presuntamente por ser vagas en forma permitiendo a las autoridades incautar material que pudo ser irrelevante. Esta decisión podría significar su extradición a los Estados Unidos.

## Gumball 3000
En 2001 ganó la carrera de coches de lujo Gumball 3000. Tres años más tarde fue multado por la policía española con 315 euros por participar en dicha competición de manera ilegal y después de fracasar un intento de soborno.

## Inicios en el ámbito musical
El 20 de enero de 2014, Kim Dotcom, a 2 años de su detención en Nueva Zelanda (Caso Megaupload), lanza su primer álbum musical, Good Times como motivo de conmemoración a este suceso. En este álbum, con 17 canciones de música dance electrónica, además de Kim Dotcom participan los artistas estadounidenses Ilati y Amari. 
El álbum ya mencionado fue presentado por primera vez en el festival de realización anual Rhythm & Vine, en Gisborne, Nueva Zelanda, con una amplia aceptación entre los espectadores y asistentes al evento.
Las canciones que incluye el álbum Good Times son:
1. Amazing (feat. Laughton Kora)
2. Good Times (feat. llati)
3. Dance Dance Dance
4. Keeps Getting Better (feat. llati)
5. Change Your Life (feat. Laughton Kora)
6. Universe (feat. Amari)
7. Little Bit Of Me (feat. Tiki Taane)
8. Wunderbar (Interlude)
9. To Be With You (feat. llati)
10. Good Life (feat. Printz Board)
11. Take Me Away (feat. Mona Dotcom)
12. Beathoven (Interlude)
13. Firework (feat. llati)
14. Live My Life
15. Beathoven Slow